# Baojun RC-6
Baojun RC-6 — кроссовер, выпускавшийся с 2019 по 2021 год подразделением Baojun совместного предприятия SAIC-GM-Wuling.

## Описание

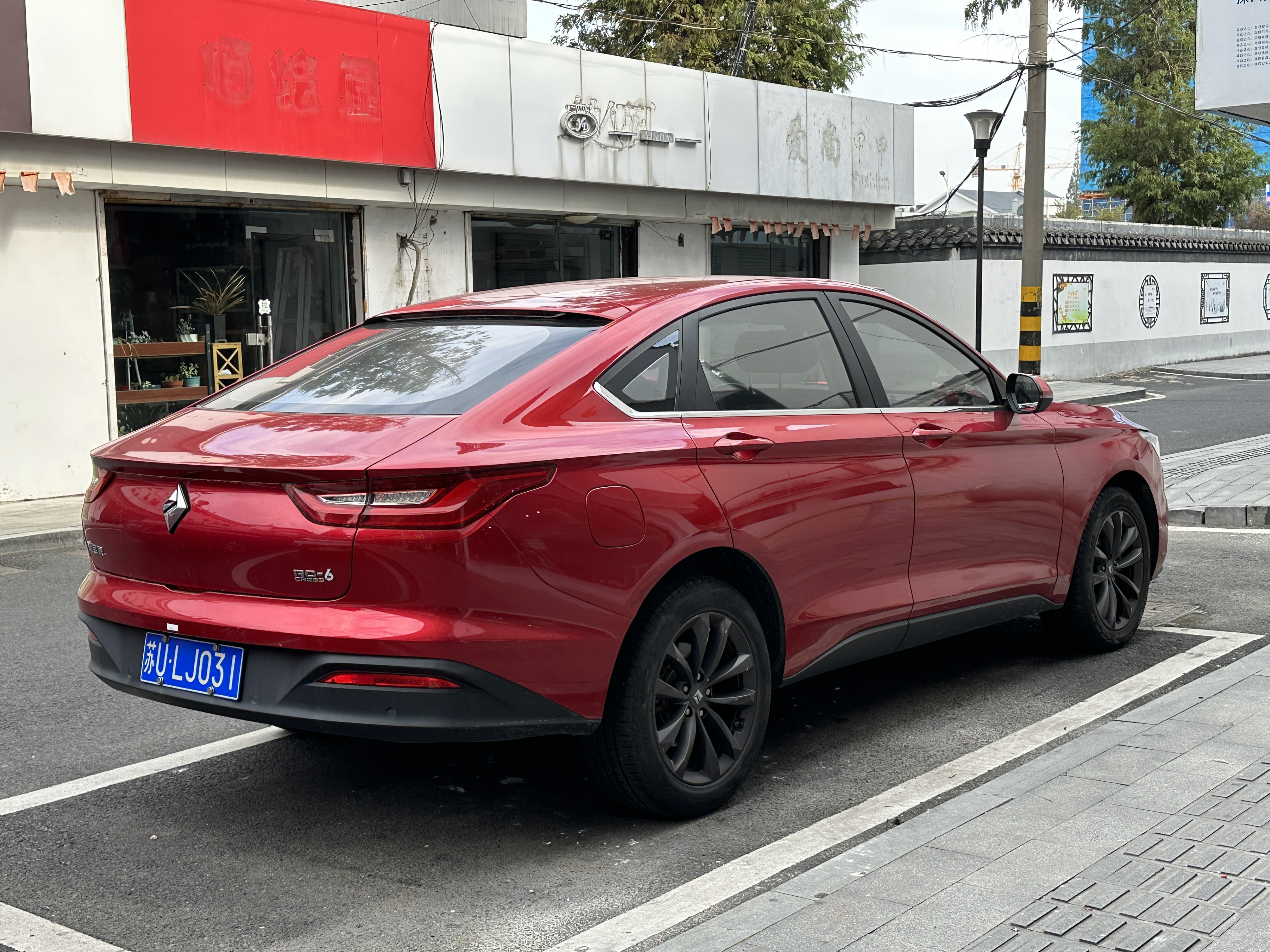
Вид сзади

Baojun RC-6 дебютировал в 2019 году в Чэнду.
RC-6 поставлялся с системой помощи водителю Bosch. Чтобы снизить утомляемость при вождении, в том числе в сценариях с интенсивным движением, система Bosch Level-2 ADAS охватывает 16 ежедневных сценариев вождения. Функции безопасности RC-6 включают в себя помощь при движении в пробке, помощь в удержании полосы движения, предупреждение о выезде с полосы движения, интеллектуальную помощь в круизе, помощь в предотвращении столкновений в слепых зонах, предупреждение о светофоре и помощь в скорости движения. Усовершенствованная адаптивная система круиз-контроля на RC-6 может быть активирована на скорости ниже 130 км/ч (81 миль в час). Комбинация радара миллиметрового диапазона с частотой 77 ГГц и многофункциональной камеры высокой чёткости способна идентифицировать людей, автомобили и дороги. Светодиодные фары на RC-6 оснащены интеллектуальным переключением дальнего и ближнего света IHMA для безопасности других участников дорожного движения.

### Технические характеристики
RC-6 имел ту же силовую установку, что и RM-5. Он оснащён 1,5-литровым бензиновым двигателем с турбонаддувом мощностью 108 кВт (145 л. с.) и крутящим моментом 245 Н⋅м. Двигатель сочетался в паре с шестиступенчатой механической или бесступенчатой транссмиссией, имитирующей 8 передач.